# اصلاحات کیئو
اصلاحات کیئو (به ژاپنی: 慶応の改革, Keiō no kaikaku) آرایه‌ای از سیاست‌های جدید بود که در سال ۱۸۶۶ توسط شوگون‌سالاری توکوگاوا، , ژاپن معرفی شد. اصلاحاتی که در واکنش به افزایش خشونت از طرف قلمروی ساتسوما شکل گرفته بود و در این دوره به یک بخش اساسی در اصلاحات و تغییرات ایجاد شده در دوران امپراتور میجی تبدیل شد.
در سال ۱۸۶۶، هنگامی که شوگون چهاردهم توکوگاوا ایه‌موچی و امپراتور ژاپن، امپراتور کومی به‌طور همزمان هر دو جان خود را از دست دادند، باکوفو (دولت شوگون‌سالاری) اصلاحات کیئو را ایجاد کرد تا ژاپن دچار اختلاف و بهم‌ریختگی نشود. این اصلاحات بسیاری از جنبه‌های سیستم بوروکراسی، ارتش و اقتصاد را به سبک غربی درآورد و بر پیشرفت در دولت بر اساس شایسته‌سالاری (نه امتیازات موروثی) و سیاست‌های تجاری با سایر کشورها تمرکز داشت. علاوه بر این، اصلاحات مالی از جمله معرفی مالیات جدید و لغو خدمات نظامی هاتاموتو‌ها (جایگزینی آن با پرداخت پول)، ساخت کارخانه آهن‌سازی یوکوسوکا، کاناگاوا، با حمایت فرانسه، آموزش نیروهای نظامی شوگون‌سالاری توسط میسیونرهای نظامی فرانسه در ژاپن (۶۸–۱۸۶۷). از طرف دیگر، برنامه‌های دیگر زیادی نیز طراحی شد که عملی نشدند.
باکوفو (دولت شوگون‌سالاری) امیدوار بود که این اصلاحات به طریقی شورش‌های قلمروی ساتسوما و قلمروی چوشو (ولایت ناگاتو) را پایان دهد - اما این اتفاق نیفتاد. مداخلات باکوفو (دولت شوگون‌سالاری) تنها موفقیت محدودی داشت. علاوه بر مرگ توکوگاوا ایه‌موچی و مرگ امپراتور کومی، عوامل مداخله‌گر دیگری شرایط متشنج کشور را تشدید کرد.
این اصلاحات در ادامه سه دوره اصلاحات دیگر در دوره ادو بود: اصلاحات کیوهو (۱۷۱۶–۱۷۳۶)، اصلاحات کانسی در زمان (امپراتور کوکاکو) دهه ۱۷۹۰ و اصلاحات تمپو ۱۸۴۴)

## گاهشماری
۲۸ سپتامبر ۱۸۶۶ (سال دوم کیئو (دوره)، روز ۲۰ ام ماه هشتم): شوگون چهاردهم توکوگاوا ایه‌موچی در اوساکا درگذشت؛ و باکوفو درخواست کرد که توکوگاوا یوشینوبو به عنوان جانشین وی منصوب شود.
۱۰ ژانویه ۱۸۶۷ (سال دوم کیئو (دوره)، روز پنجم ماه ۱۲): یوشینوبو به عنوان شوگان منصوب شد.
۳۰ ژانویه ۱۸۶۷ (سال دوم کیئو (دوره)، روز ۲۵ ام ماه دوازدهم): امپراتور کومی درگذشت.